# Печать округа Колумбия
Больша́я печа́ть о́круга Колу́мбия (англ. The Great Seal of the District of Columbia) — один из официальных символов федерального округа Колумбия, США.

## Описание
Печать имеет округлую форму. В центральной части изображены две фигуры. Первой является Джордж Вашингтон, стоящий на пьедестале. Правой рукой он облокачивается на трость, а в левой руке держит фасции, символизирующие власть. За фасциями изображены рукоятки плуга. Справа от пьедестала на земле с завязанными глазами стоит богиня Юстиция. В вытянутой правой руке она держит венок, а в левой руке — табличку с надписью «Constitution» (англ. «Конституция») в три строки. Под венком изображён смотрящий вправо орёл со щитом на груди. Во главе щита расположена синяя полоса, сам же щит выполнен в красно-белых полосах. В левой лапе он держит стрелы, в правой — ветвь оливы. В клюве орёл держит ленту. Сразу слева от орла стоят два бочонка с табаком, сноп пшеницы и два мешка злаков.
На заднем плане слева изображена река Потомак, текущая между берегами Виргинии и округа Колумбия. По виадуку реку в левую сторону пересекает поезд, во главе которого стоит испускающий дым старинный паровоз. За виадуком изображено испускающее лучи солнце. На заднем плане справа изображён Капитолий, за которым в отдалении простираются холмы.
В верхней части печати по контуру внешнего кольца нанесена надпись «District of Columbia» (англ. «Округ Колумбия»). В центре нижней части печати изображён венок, в котором выведена надпись «1871», год учреждения округа. Под венком расположена лента, содержащая девиз «Justitia omnibus» (лат. «Справедливость для всех»).

## История

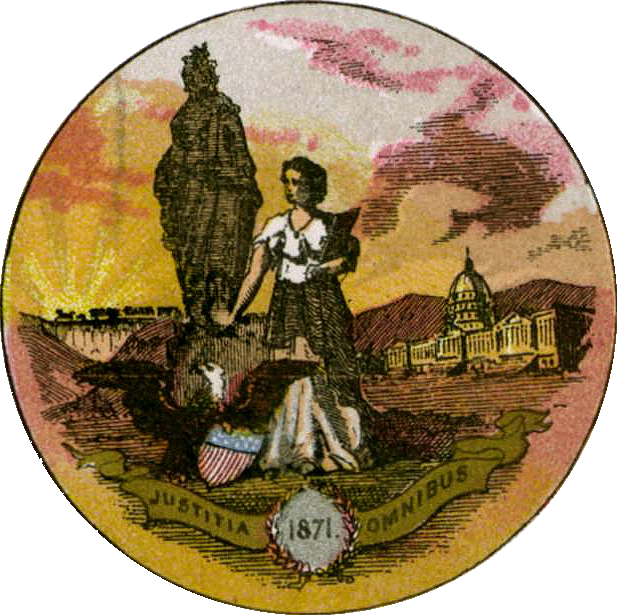
Печать округа Колумбия, 1876 год

Вопрос о принятии печати был рассмотрен в первом акте первой легислатуры округа в 1871 году. Официальная дата принятия печати — 3 августа того же года. В печатных изданиях печать использовалась вплоть до 15 мая 1979 года, когда постановлением мэра она была заменена на логотип, представляющий флаг округа.